# آی‌ان‌اس ابهی (پی۳۳)
آی‌ان‌اس ابهی (پی۳۳) (به انگلیسی: INS Abhay (P33)) یک کشتی است که طول آن ۵۶٫۰ متر (۱۸۳٫۷ فوت) می‌باشد.